# Sabine Zwiener
Sabine Zwiener (Sontheim, 5 december 1967) is een atleet uit Duitsland.
In 1988 behaalde ze een gouden medaille op de Europese kampioenschappen indoor-atletiek. Twee jaar later behaalde ze daar nog een zilveren medaille, en ook nog enkele nationale Duitse titlels.
Zwiener nam op de Olympische Zomerspelen van Barcelona in 1992 voor Duitsland deel aan de 800 meter.
Ze kwam tot de halve finale, waarin ze laatste van haar serie werd.

## Persoonlijk record
| Onderdeel         | Resultaat | Jaar |
| ----------------- | --------- | ---- |
| 800 m             | 1:59.33   | 1988 |
| 400 m horden      | 57.78     | 1985 |
| 4x400 m estafette | 3:32.67   | 1985 |

| Onderdeel | Resultaat | Jaar |
| --------- | --------- | ---- |
| 800 m     | 2:01.19   | 1988 |

- World Athletics: 14358588